# Parachtes vernae
Parachtes vernae är en spindelart som först beskrevs av Lodovico di Caporiacco 1936.  Parachtes vernae ingår i släktet Parachtes och familjen ringögonspindlar.
Artens utbredningsområde är Italien. Inga underarter finns listade i Catalogue of Life.